# ミチャエル・バランテス
ミチャエル・バランテス・ロハス（Michael Barrantes Rojas 、1983年10月4日 - ）は、コスタリカ・サンホセ出身のプロサッカー選手。元サッカーコスタリカ代表。LDアラフエレンセ所属。ポジションはMF。

## 経歴

### クラブ
ベレンFCでプロデビュー。以来、コスタリカ国内のクラブを渡り歩いた。
2010年7月、デポルティーボ・サプリサのヨーロッパツアーでのプレーが目にとまり、ノルウェーのオーレスンFKにレンタルで加入。すぐにレギュラーに定着し、半年後にはオーレスンに完全移籍した。2011年シーズンは中心選手としてリーグ準優勝とカップタイトル獲得に貢献、自身もリーグの最優秀ミッドフィールダーに選ばれた。
2015年6月、上海申鑫足球倶楽部に移籍。
2016年1月15日、武漢卓爾足球倶楽部に移籍。

### 代表
2007年2月、トリニダード・トバゴ代表とのフレンドリーマッチでコスタリカ代表デビュー。同月、UNCAFカップ2007に参加し、優勝を果たした。CONCACAFゴールドカップは2007年大会と2013年大会の2度参加した。

## 代表歴

### 出場大会
- コスタリカ代表
  - 2014 FIFAワールドカップ

### 試合数
- 国際Aマッチ 54試合 4得点（2007年-2015年）[12]

| コスタリカ代表 | 国際Aマッチ | 国際Aマッチ |
| 年             | 出場        | 得点        |
| -------------- | ----------- | ----------- |
| 2007           | 12          | 0           |
| 2008           | 0           | 0           |
| 2009           | 4           | 0           |
| 2010           | 9           | 2           |
| 2011           | 7           | 0           |
| 2012           | 9           | 0           |
| 2013           | 9           | 2           |
| 2014           | 3           | 0           |
| 2015           | 1           | 0           |
| 通算           | 54          | 4           |

### 得点
| No | 開催日        | 開催地       | 対戦国       | スコア | 結果 | 試合概要                    |
| -- | ------------- | ------------ | ------------ | ------ | ---- | --------------------------- |
| 1  | 2010年1月26日 | サンフアン   | アルゼンチン | 1–1    | 2–3  | 親善試合                    |
| 2  | 2010年9月3日  | パナマ市     | パナマ       | 1–0    | 2–2  | 親善試合                    |
| 3  | 2013年7月9日  | ポートランド | キューバ     | 1–0    | 3–0  | 2013 CONCACAFゴールドカップ |
| 4  | 2013年7月9日  | ポートランド | キューバ     | 3–0    | 3–0  | 2013 CONCACAFゴールドカップ |

## タイトル
デポルティーボ・サプリサ
- プリメーラ・ディビシオン (5): 2008A, 2010C, 2018C, 2020C, 2021C

オーレスン
- ノルウェー・カップ (1): 2011

カルタヒネス
- プリメーラ・ディビシオン (1): 2022C

コスタリカ代表
- UNCAFカップ: 2007